# Resident Evil 5
Resident Evil 5, i Japan känt som Biohazard 5 (バイオハザード5 Baiohazādo 5?), är ett actionspel skapat och utgivet av Capcom. Spelet är ännu en uppföljare i Resident Evil-serien. Spelet släpptes den 13 mars 2009 i Nordamerika och Europa och den 5 mars 2009 i Japan till Microsoft Windows, Xbox 360 och Playstation 3. Det första allmänheten såg av Resident Evil 5 var en trailer som visades på Tokyo Game Show 2005, samt en trailer på 2007 års upplaga av E3 samt ytterligare ett antal videor från själva spelet (in-game). En demoversion till Xbox 360 med möjligheten att prova delar av två olika banor släpptes dessutom exklusivt för den japanska marknaden i slutet av 2008. Samma demo släpptes den 2 februari 2009 till Playstation 3 på PSN Store USA och kort därefter på PSN Store Europe. De röda Lickers monstren från Resident Evil 2 är med i spelet.

## Handling
Resident Evil 5 utspelar sig tio år efter händelserna från det första spelet. Chris Redfield är en ny medlem i organisationen Bio-terrorism Security Assessment Alliance (BSAA), och har kommit till byn Kijuju som ligger någonstans i nordöstra Afrika för att undersöka nya virus. Människorna beter sig väldigt konstigt och dödar sina fiender till varje pris (precis som fienderna i Resident Evil 4). I Afrika får Chris för första gången möta sin nya partner, Sheva Alomar som kommer ifrån den lokala avdelningen av BSAA. Chris beskrivs som en stor, stark och ganska stel karaktär, medan Sheva beskrivs som en rätt så liten och smidig karaktär.
Även om huvuduppdraget är att hitta nya virus i trakterna får båda huvudkaraktärerna högst personliga skäl att fortsätta sin resa i Afrika med andra saker, som dock visar sig leda till exakt samma källa som man vill åt från första början. I Chris förflutna försökte han och hans tidigare partner Jill Valentine stoppa Albert Wesker i ett slott från att framställa ett nytt virus. Under ett långt slagsmål mot Wesker kastar Jill sig mot Wesker ut ur ett fönster och ramlar ner i en bergsklyfta. Chris har tidigare förmodat att de båda dog, men deras kroppar hittades aldrig. Chris har nu fått upp något på spåret som tyder på att Jill fortfarande kan vara vid liv.

## Spelsätt
I Resident Evil 5 kan man spela igenom kampanjen ensam eller med en kompanjon i Co-op-läget. Co-op finns tillgängligt både i split-screen på en konsol, via två hopkopplade konsoler (endast Xbox 360) eller online via Xbox Live respektive Playstation Network, där en spelare tar rollen som Chris Redfield och den andra som Sheva Alomar. Det kommer även att släppas ett mer utvecklat onlineläge för nedladdning på Xbox Games Store respektive Playstation Store.
Istället för zombier, som är spelseriens huvudfiende, är spelets humanoida fiender en ras vid namn Majini, som betyder "ond ande" på swahili. Dessa fiender liknar som fienderasen Ganados från Resident Evil 4 då de kan prata, springa, ducka och bära vapen, vilket zombier inte kan göra. Antalet vapenvariationer har ökats jämfört med tidigare spel i serien, det finns nu flera slags pistoler, hagelgevär, kulsprutepistoler, automatkarbiner och gevär att välja mellan.

## Figurer
- Chris Redfield - huvudkaraktär (BSAA)
- Sheva Alomar - huvudkaraktär (BSAA)
- Josh Stone - (BSAA)
- Kirk Mathison - (BSAA)
- Dan DeChant - (BSAA)
- Dave Johnson - (BSAA)
- Reynard Fisher
- Ozwell E. Spencer
- Albert Wesker
- Jill Valentine
- Ricardo Irving
- Excella Gionne

## Kontroverser
Vissa svarta journalister gruvade sig för att spelet skulle kunna vara rasistiskt. Capcom blev förvånat att det uppstod kontrovers kring att svarta zombies blev beskjutna och menade att spelet inte är rasistiskt. Andra utomstående menade också att spelet inte är rasistiskt. Glenn Bowman, senior lecturer vid University of Kent, menade utöver att inte vara rasistiskt ger spelet även utrymme för antikolonialism.

## Recensioner
Resident Evil 5 har överlag fått väldigt bra betyg i recensioner.
- Gamereactor - 8/10
- Gameplayer - 9/10
- Press2Play - 5/5
- IGN - 9/10
- Gametrailers - 9/10
- Official Xbox Magazine - 9/10
- Eurogamer - 7/10
- Gamespot - 8.5/10
- Powergamer - 5/5